# Disney Mirrorverse
Disney Mirrorverse fue un juego de rol móvil desarrollado y producido como una colaboración entre Disney y Kabam. El juego derivado se lanzó el 23 de junio de 2022 para los dispositivos iOS y Android. El 22 de marzo del mismo año se lanzó un avance del juego. El juego está ambientado en un universo ficticio adyacente a otro canon de Disney, con docenas de personajes familiares de Disney, Pixar y otros personajes de diferentes franquicias rediseñados en una nueva historia. El 16 de diciembre de 2024, fue descontinuado. 

## Jugabilidad
Basado en teasers oficiales, el juego gira en torno a misiones y batallas mientras el jugador navega a través de una historia narrativa. Tener la opción de juego en equipo permite varios "combos" para utilizar las estrategias y habilidades únicas de diferentes personajes.

## Personajes
Disney Mirrorverse incluye una lista preliminar de 45 personajes, todos de franquicias previamente establecidas producidas por The Walt Disney Company. Independientemente del origen, cada personaje tiene un estilo artístico consistente con la temática del juego, y cada personaje tiene un diseño actualizado y alternativo para reflejar su existencia en un universo alternativo, Mirrorverse. El arte y las promociones oficiales han presentado personajes de clásicos animados como Bella y Maléfica, personajes de películas de Pixar como Sulley y Buzz Lightyear, e incluso personajes de otras franquicias variadas como Jack Sparrow y Oogie Boogie. El juego establece que se podrán jugar más personajes en eventos mensuales y futuras actualizaciones. Todos los personajes jugables se unen para combatir las corrupciones de Fractured Magic en Mirrorverse.

## Recepción
Kabam lanzó el juego en las Filipinas el 14 de abril de 2020. Las primeras reacciones al teaser del juego parecen ser generalmente positivas. A partir del 10 de junio de 2022, Disney reportó un millón de jugadores registrados previamente, maximizando su seguimiento de Milestone Rewards.
Disney Mirrorverse recibió críticas "mixtas o promedio" según el agregador de reseñas Metacritic.